# جاننیک بویلا
جاننیک بویلا (انگلیسی: Jannick Buyla؛ زادهٔ ۶ اکتبر ۱۹۹۸) بازیکن فوتبال اهل اسپانیا است.
از باشگاه‌هایی که در آن بازی کرده‌است می‌توان به باشگاه فوتبال رئال ساراگوسا اشاره کرد.
وی همچنین در تیم‌های ملی فوتبال گینه استوایی بازی کرده‌است.